# Philippe Agostini
Philippe Agostini (París, 11 d'agost de 1910 — 21 d'octubre de 2001) va ser un operador i director de cinema francès.
Va ser un dels fundadors del Louis Lumière College i va debutar amb Georges Périnal i Armand Thirard. Durant els anys 30 va ser director de fotografia de directors com Robert Bresson, Marcel Carné, Max Ophüls, Claude Autant-Lara, Jean Grémillon, Yves Allégret, Jules Dassin o Julien Duvivier.
Va ser un dels fotògrafs més rellevants del període d'entreguerres.